# Roseau
Roseau [roʊˈzoʊ] ist die Hauptstadt von Dominica mit etwa 15.000 Einwohnern (Stand 2011). Die Hafenstadt befindet sich im Südwesten der Insel an der Karibischen See und dem gleichnamigen Fluss Roseau. Sie bildet das wirtschaftliche und kulturelle Zentrum des Landes. Die Stadt besteht seit mindestens 1642.
Roseau ist Bischofssitz des römisch-katholischen Bistums Roseau.

## Infrastruktur
Neben täglichen Fährverbindungen von Guadeloupe und Martinique machen mehrmals wöchentlich große Kreuzfahrtschiffe im Hafen fest, mit denen der größte Teil der Touristen das Land erreicht.
Roseau verfügt mit dem Canefield Airport (IATA-Code: DCF) über einen kleinen Flughafen. Es bestehen nur Verbindungen auf Nachbarinseln.
Mit dem Windsor Park befindet sich seit 2007 ein – für die Einwohnerzahl der Stadt überdimensioniertes – Stadion (vor allem für Cricket genutzt) in Roseau.

## In Roseau geboren
- Jean Rhys (* 1890, vielleicht auch 1894; † 1979), britisch-koloniale Schriftstellerin
- Phyllis Shand Allfrey (1908–1986), dominicanische Politikerin und Schriftstellerin
- Philip Alford Potter (1921–2015), methodistischer Pastor, dritter Generalsekretär des Ökumenischen Rates der Kirchen
- Kelvin Felix (1933–2024), Kardinal und Erzbischof von Castries
- Brian Alleyne (* 1943), Jurist und Politiker, 1990 bis 1995 Außenminister von Dominica
- Oliver Seraphin (* 1943), Geschäftsmann und Politiker, 1979/1980 Premierminister von Dominica
- Prince Ital Joe (1963–2001), US-amerikanischer Reggae-Musiker
- Roosevelt Skerrit (* 1972), dominicanischer Politiker
- Manjrekar James (* 1993), dominicanisch-kanadischer Fußballspieler
- Thea LaFond (* 1994), dominicanische Hoch- und Dreispringerin, Olympiasiegerin

## Galerie

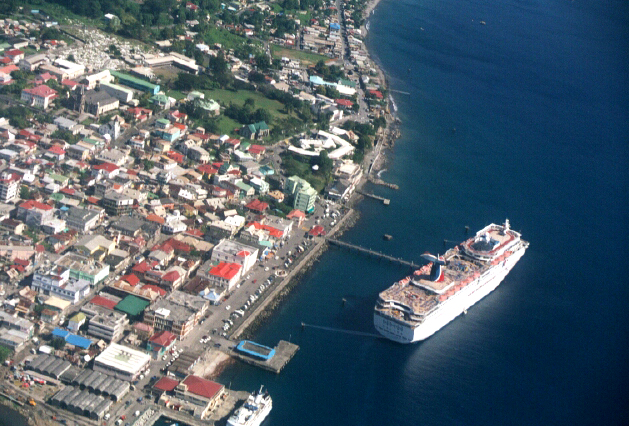
Luftbildaufnahme von Roseau
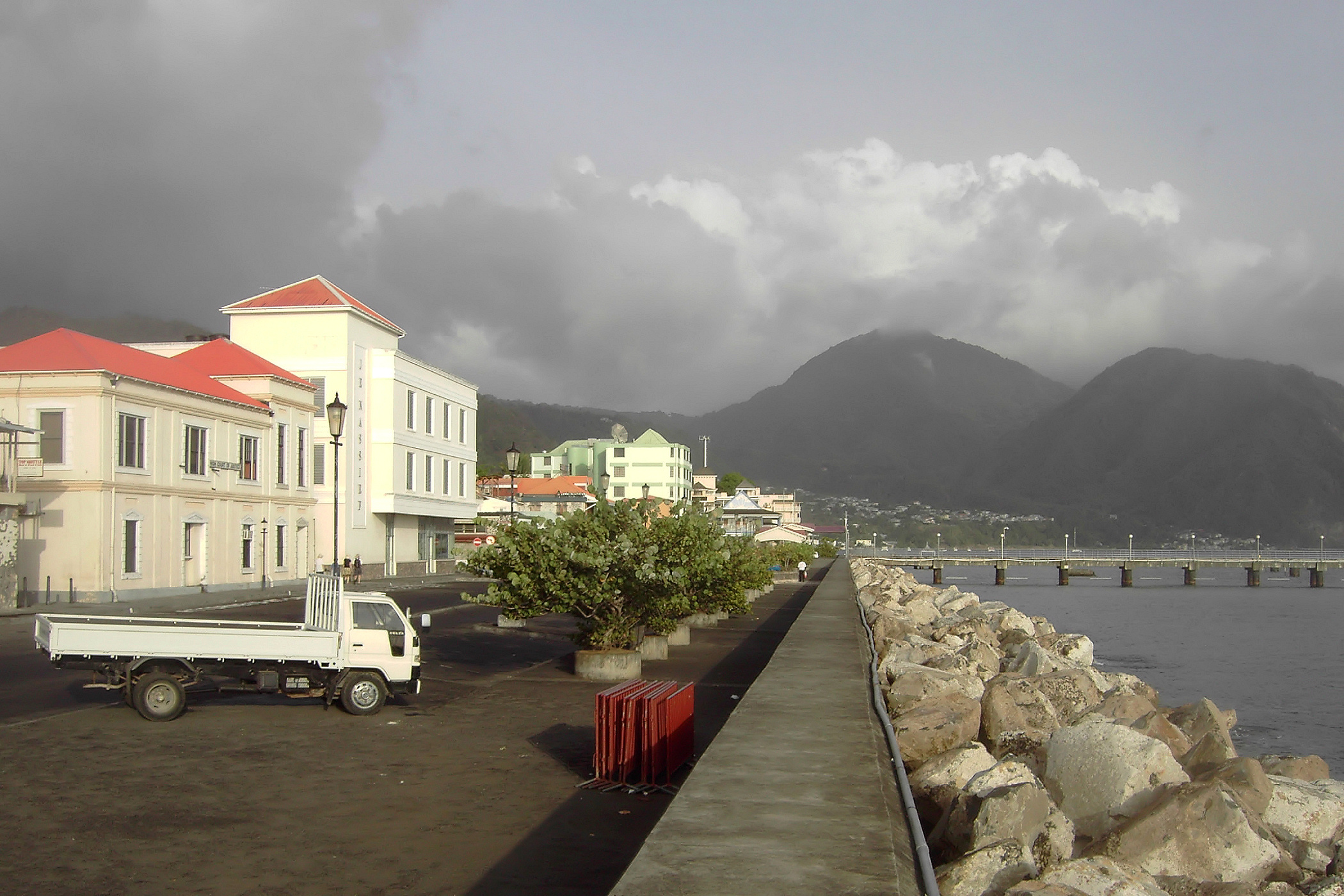
Promenade der Stadt
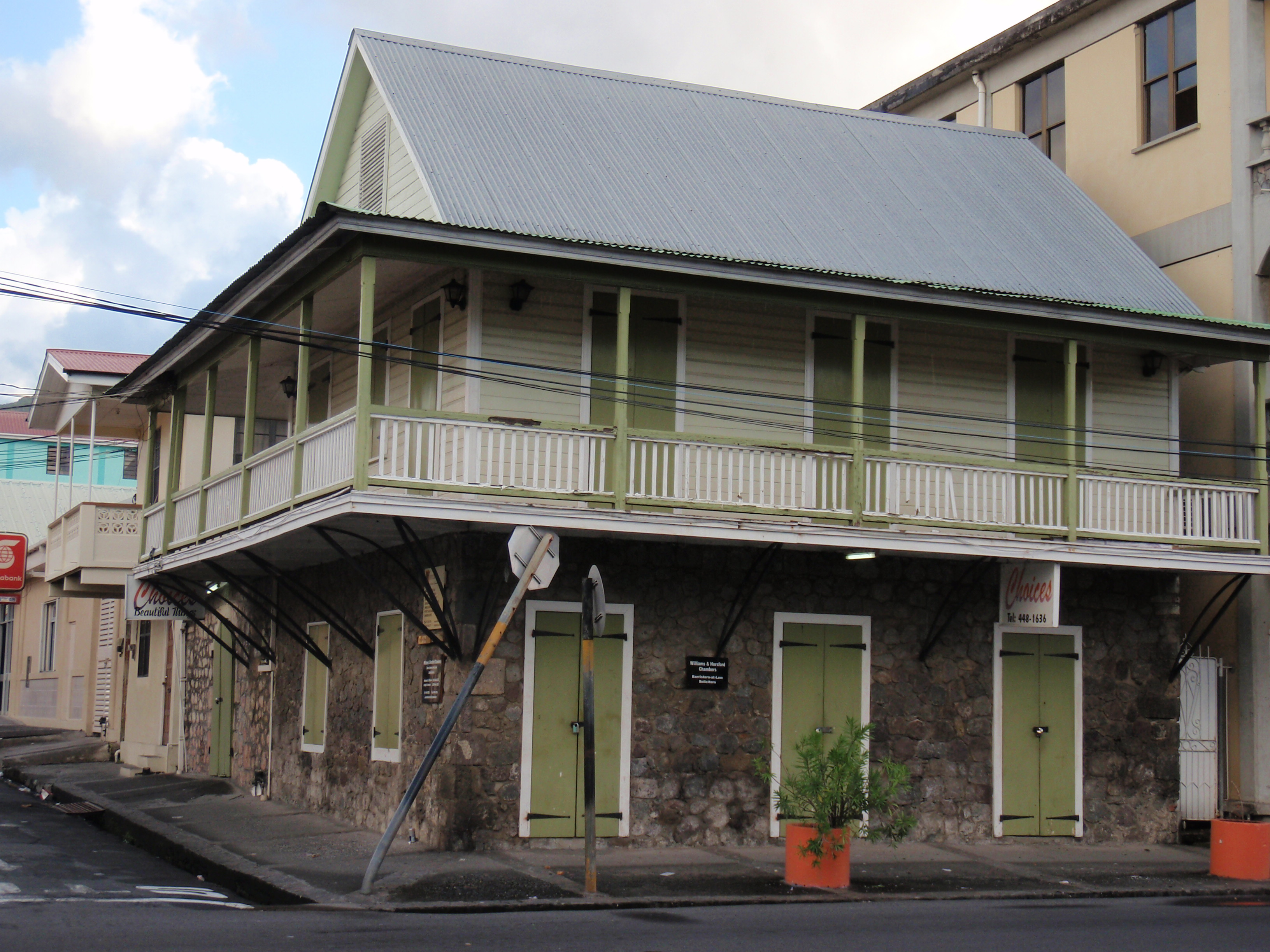
Historisches Gebäude
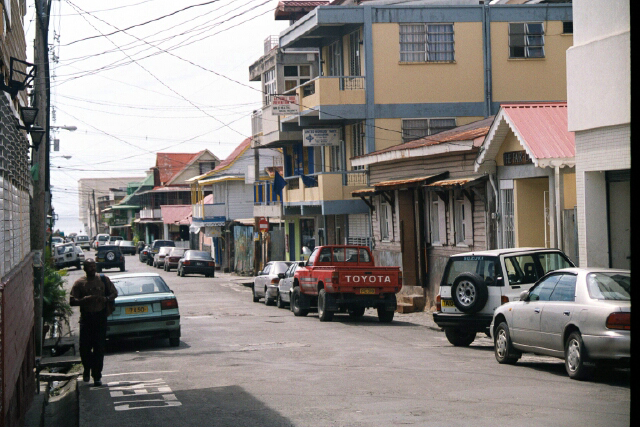
Straße in Roseau
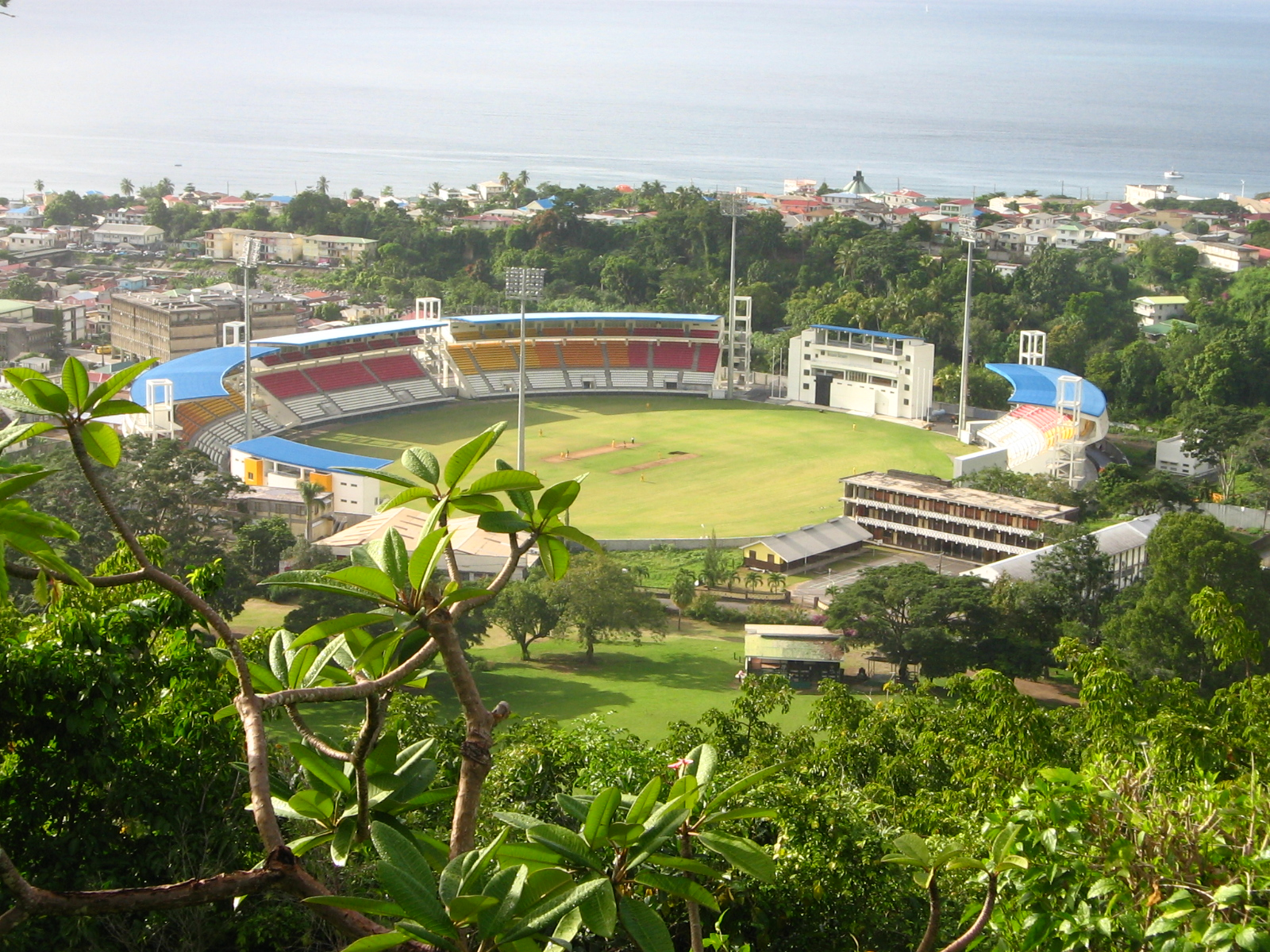
Nationalstadion Windsor Park
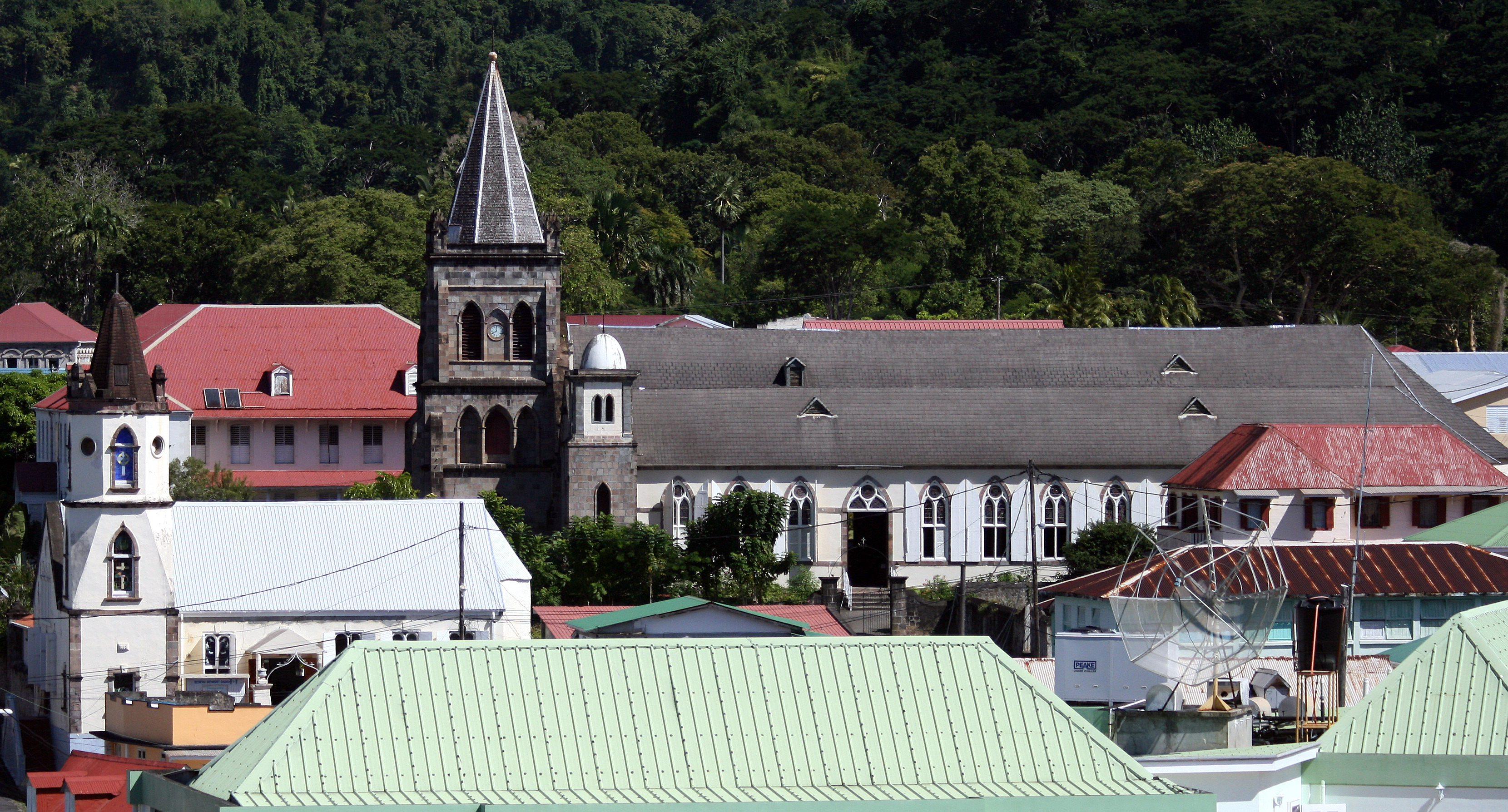
Römisch-katholische Kathedrale